# Maler und Mädchen
Maler und Mädchen (Originaltitel: Artists and Models) ist eine US-amerikanische Filmkomödie aus dem Jahre 1955 des Regisseurs Frank Tashlin mit dem Komikerduo Dean Martin und Jerry Lewis. Alternativtitel des nach einer Vorlage von Michael Davidson und Norman Lessing entstandenen Films ist Der Agentenschreck.

## Handlung
Rick Todd ist Maler, verdient jedoch sein Geld mit Zeichnen von Comics. Er teilt sich mit seinem Kumpel Eugene Fullstack eine Wohnung. Eugene möchte gern Schriftsteller werden. Er schreibt kleine süße Kindergeschichten, während Rick blutrünstige Comics zeichnet. Eugene weiß jedoch nicht, dass Rick seine Einfälle bei Eugene stiehlt. Eugene hat nämlich nachts schreckliche Albträume. Held seiner gruseligen Traumgeschichten ist Vincent, der Falke. Vincent, der Falke ist auch die Hauptfigur der Comics von Rick. Eugene erträumt ihn als halb Junge, halb Mann, halb Falke.
Im selben Haus teilen sich die jungen Frauen Abigail und Bessie ebenfalls eine Wohnung. Abigail ist die Autorin des Comics Bat Lady, und Bessie steht für diesen Comic Modell. Gleichzeitig arbeitet Bessie als Sekretärin von Mr. Murdock, der der Eigentümer des Comicverlages ist, der die Bat Lady verlegt. Da Bat Lady das Lieblingscomic von Eugene ist, verliebt sich Eugene in Bessie, die er für die tatsächliche Bat Lady hält.
Eines Nachts träumt Eugene eine Geheimformel für die Raketenforschung, die tatsächlich existiert. Rick benutzt diese für seine Comicgeschichte, und so wird sie veröffentlicht. Dies ruft sowjetische Agenten auf den Plan, die nun Jagd auf Eugene machen. Auf dem jährlichen Artists and Models Ball treten auch Eugene und Rick auf. Die sowjetischen Agenten kommen ihnen hier immer näher. Doch die beiden Helden können sich der Agenten erwehren und retten Amerika vor sowjetischen Agenten.

## Hintergrund
Maler und Mädchen ist der 14. gemeinsame Film des Komikerduos Lewis/Martin und die erste Zusammenarbeit mit dem ehemaligen Zeichentrickfilmer Frank Tashlin. Mit Tashlin drehten die beiden noch einen weiteren Film und Jerry Lewis sechs seiner Solofilme. Tashlin wurde für Jerry Lewis zum Vorbild seiner eigenen Regiearbeiten. Die zahlreichen fantasievollen Kostüme für diesen Film entwarf die Kostümbildlegende Edith Head.
Das Raumschiffmodell, das kurz in einer Szene mit dem Laboratorium zu sehen ist, ist eine Miniatur, die ursprünglich für den Film „Die Eroberung des Weltalls“ (Conquest of Space, 1955, unter der Regie von Byron Haskin und der Produktion von George Pal) verwendet wurde.
In der deutschen Synchronfassung heißt der Verlagschef „Mr. Mordgans“ (original Mr. Murdock) und die Titelheldin der Comicheftreihe  Bat Lady wurde zu „Vampir Lady“. Das erste weibliche  Pendant zu Batman tauchte in tatsächlich existierenden Comicgeschichten bezeichnenderweise erst im darauffolgenden Jahr als Nebenfigur auf. Vincent der Falke ist im Original Vincent the Vulture (dt. Vincent der Geier).

## Musik
Vier Musiktitel des Films sind veröffentlicht worden auf der Doppel-CD Dean Martin – The Gold Collection, Proper / Retro (1997), 40-52 (Die CD-Beschriftungen sind vertauscht. Die Filmtitel sind, entgegen der Auflistung im Booklet, auf der CD mit der Nummer „1“ und nicht auf CD „2“.). Dean Martin singt You look so familiar und The Lucky Song, mit Shirley MacLaine den Song Innamorata und mit Jerry Lewis Artists and Models (den Endtitel des Films).
Der Film wurde in Perspecta, eine Art Stereotonersatz, produziert. Die Titel auf der CD sind in Mono. Ein Musiktitel (The Bat Lady), den Shirley MacLaine ursprünglich während einer Party sang, wurde aus dem Film geschnitten.

## Kritiken
„Zwischen Witz und Blödelei angesiedelte Parodie auf die Comic-strip-Subkultur, angereichert mit einigen geistreichen Einfällen. Ein Film des Komiker-Duos Jerry Lewis und Dean Martin. Hinter der komödiantischen Fassade lauern Angriffe auf den Dollarkult und eine nivellierte, plakativ zur Schau gestellte Gefühlswelt.“